# Tagbrand
Tagbrand — сервис, позволяющий пользователям выкладывать фотографии и отмечать на них бренды одежды. Основная идея сервиса заключается в тегировании вещей: каждый отмеченный бренд называется бренд-ином (brand-in). Каждый бренд-ин содержит информацию о типе вещи, бренде и, по желанию автора, стоимости.

## Функциональность
Сервис предоставляет три основных функции:
- Бренд-ин: пользователь отмечает на своих фотографиях бренды.
- Вопрос: пользователь публикует фотографию с понравившейся вещью и спрашивает, где её можно купить.
- Опрос: пользователь публикует несколько фотографий и просит совета, какую вещь лучше выбрать (актуально для шоппинга или подготовки к мероприятию).

Возможности общения: пользователи могут подписываться друг на друга, отправлять личные сообщения, оставлять комментарии и лайки под фотографиями.
Сервис представлен в двух форматах: сайт Tagbrand.com и бесплатное приложение Tagbrand для iPhone и Android.

## История
Первоначальная идея создания сервиса Tagbrand появилась в начале 2011 года. Тогда Иван Оленченко и Александр Кобозев планировали сделать сервис для тегирования любых брендов: автомобилей, одежды, обуви и т. д. Но впоследствии, после участия в «Стартап-weekend» было принято решение сузить концепцию и оставить только тегирование одежды, обуви и аксессуаров.
В июне 2011 г. в сервис инвестировал Аркадий Морейнис (Главстарт). Размер посевных инвестиций составил $100 тыс..
В феврале 2012 года было запущено iPhone приложение и веб-сайт.
В ноябре 2012 года в Tagbrand инвестировала Mail.ru Group. Данные о размере инвестиций и доле компании не разглашаются.

## Достижения
- В декабре 2011 года Tagbrand занял первое место в Startup Battle в рамках TechCrunch Moscow 2011[4].
- Tagbrand вошёл в рейтинг «30 самых перспективных команд стартапов Рунета и IT»[5].
- В апреле 2012 года Tagbrand занял первое место в международной конференции «Startup Route at La Conference Luxe & Digital»[6].
- В апреле 2012 года Tagbrand занял первое место в RIW Startup Battle[7].
- Tagbrand — единственный приглашенный участник из России в международной конференции TechCrunch Disrupt NY 2012[8].
- Tagbrand — лучший Российский startup на конференции от Dave McCLure и 500 Startups — Geeks On A Plane Moscow[9].